# 卢河畔拉科勒
卢河畔拉科勒（法語：La Colle-sur-Loup，法語發音：[la kɔl syʁ lu]）是法国滨海阿尔卑斯省的一个市镇，位于该省南部，属于格拉斯区。

## 地理
卢河畔拉科勒（43°41'11"N, 7°6'14"E）面积9.82 平方千米，位于法国普罗旺斯-阿尔卑斯-蓝色海岸大区滨海阿尔卑斯省，该省份为法国东南部沿海省份，南濒地中海，西南至瓦尔省，西北接上普罗旺斯阿尔卑斯省，北部和东部与意大利接壤。
与卢河畔拉科勒接壤的市镇（或旧市镇、城区）包括：滨海卡涅、罗克福尔莱潘、圣保罗德旺斯、卢河畔图雷特、旺斯、卢贝新城。

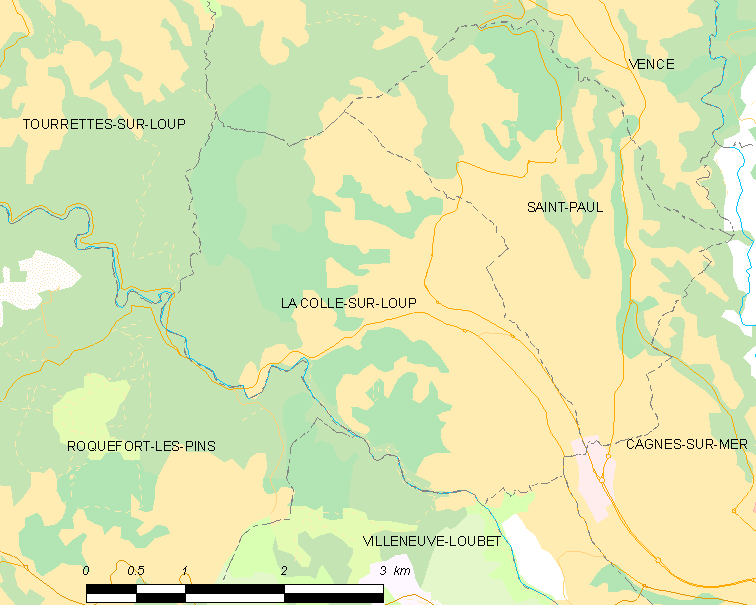
卢河畔拉科勒的OSM定位图

卢河畔拉科勒的时区为UTC+01:00、UTC+02:00（夏令时）。

## 行政
卢河畔拉科勒的邮政编码为06480，INSEE市镇编码为06044。

## 政治
卢河畔拉科勒所属的省级选区为卢贝新城县。

## 人口

1962-2008年间卢河畔拉科勒人口变化图示

卢河畔拉科勒于2022年1月1日时的人口数量为8143人。